# Shiny and Oh So Bright, Vol. 1 / LP: No Past. No Future. No Sun.
Albums de The Smashing Pumpkins
Monuments to an Elegy
(2014) Cyr
(2020)
Shiny and Oh So Bright, Vol. 1 / LP: No Past. No Future. No Sun. est un album des Smashing Pumpkins. Sorti en octobre 2018 et produit par Rick Rubin, il a été enregistré à Los Angeles durant l'hiver 2017/2018. 
Cet album marque le retour des membres originaux James Iha (guitare) et Jimmy Chamberlin (batterie) autour de Billy Corgan.